# Poklonstvo mudraca
Poklonstvo mudraca ili Poklonstvo kraljeva je tradicionalno naziv za kršćansku scenu u kojoj biblijski mudraci ili kraljevi (na zapadu češće prikazani kao kraljevi) pronalaze Isusa prateći betlehemsku zvijezdu, te mu poklanjaju darove zlata, tamjana, i mirte. U crkvenom kalendaru, ovaj se događaj slavi kao Epifanija. Kršćanska ikonografija je značajno proširila ovaj događaj koji je opisan u drugom poglavlju Evanđelja po Mateju (2:1-11) te iskoristila činjenicu da je Isus bio prepoznat, od najranije mladosti, kao Kralj svijeta. 
Na najranijim prikazima mudraci su prikazani u perzijskoj odjeći s hlačama i frigijskim kapama, obično u profilu, kako napreduju jedan za drugim noseći darove ispred sebe. Koristili su kasnoantički prikaz barbara koji se klanjaju rimskom Caru nudeći darove zlata. Najraniji poznati prikazi Poklonstva mudraca su iz slika u katakombama i reljefima sa sarkofaga iz 4. stoljeća. Kraljevske krune se pojavljuju tek u 10. stoljeću, te pretežito na zapadu, a njihove halje gube bilo kakav orijentalni prizvuk. Kasniji bizantski prikazi često dodaju malene šešire u obliku čunjeva čiji je značaj upitan. Do tada su prikazivani kao vršnjaci, ali tada umjetnici dolaze na ideju da kroz te likove prikažu tri različita ljudska doba: osobito lijep je primjer na fasadi katedrale u Orvietu.  
Povremeno od 12. stoljeća, a najčešće na sjeveru Europe od 15. stoljeća, mudraci predstavljaju tri različita (tada poznata) dijela svijeta: Baltazar je često prikazan kao mladi Afrikanac ili Maur, a stari Gašpar je imao orijentalne karakteristike, najčešće kroz odjeću. Od 14. stoljeća prikazuje se njihovo veliko bogatstvo, pokloni se nalaze u spektakularnim zlatarskim kutijama, a odjeći mudraca se posvećuje veća pozornost. Od 15. stoljeća Poklonstvo mudraca je ujedno i prikaz u kojemu umjetnik može iskazati svu svoju vještinu u kompliciranom prikazivanju masovnih scena koje uključuju konje i kamile, ali i vještinu materijalizacije raznih tekstura poput: svile, krzna, dragulja i zlata nasuprot drvu štalice, slame Isusove postelje i grubih tkanina Josipove i Marijine odjeće. 
Prikaz obično uključuje i različite životinje: vol i magarac iz prikaza "Rođenje Kristovo" su obično tu, ali također i konji, kamile, psi, pa čak i kraljevski sokolovi, a ponekad i druge životinje poput ptica na gredama štalice. Od 15. stoljeća Poklonstvo mudraca se nalazi uz scenu "Poklonstva pastira iz Evanđelja po Luki (2:8-20). To je prilika da se unese još više ljudske i životinjske raznolikosti; na nekim kompozicijama (npr. nekim triptisima) ove dvije scene su sučeljene kao okvir za glavnu rođenja.

## Poveznice
| Portal:Kršćanstvo | Portal: Kršćanstvo |

| portal: likovna umjetnost | portal: likovna umjetnost |

- Sveta tri kralja
- Poklonstvo pastira
- Poklonstvo kraljeva (Leonardo)
- Ikonografija